# Маргарет Вейк, 3-тя баронеса Вейк із Лідделла
Маргарет Вейк (англ. Margaret Wake; близько 1299/1300 — 29 вересня 1349) — англійська аристократка, 3-тя баронеса Вейк з Ліддела 1349 року, дочка Джона Вейка, 1-го барона Вейка з Ліддела.

## Походження
Маргарет походила з англійського роду Вейків. Відомо, що наприкінці XII століття один із представників роду в Нормандії мав володіння в Негрвілі на півострові Котантен. Г'ю Вейк, який жив у XII столітті, володів трьома маєтками в Лінкольнширі. Пізніше Вейки придбали також володіння в Йоркширі, Вестморленді та Камберленді.
Одного представника роду, Джона Вейка, 1295 року викликано в англійський парламент як 1-го барона Вейка з Ліддела. Він одружився з Жанною (Джоан). У шлюбі народилося двоє синів, Томас (який успадкував баронський титул) і Джон, а також дочка Маргарет.

## Життєпис
Народилася близько 1299/1300 року. Близько 1312 вона видана заміж за Джона IV Коміна, сина Джона III «Червоного» Коміна, лорда Баденоха, вбитого 1306 року майбутнім королем Шотландії Робертом I Брюсом, який конфіскував володіння роду.
Перший чоловік Маргарет загинув, борючись за англійців у битві при Беннокберні 23 червня 1314 року. Син Адомар, що народився в цьому шлюбі, помер 1316 року немовлям.
1316 року брат Маргарет, Томас Вейк, 2-й барон Вейк, одружився з родичкою короля Едуарда II — Бланкою, дочкою Генрі Ланкастерського, графа Лестера. А 1325 року Маргарет видано заміж за молодшого брата короля — Едмунда Вудстока, графа Кента. Папський дозвіл на шлюб отримано 6 жовтня 1325 року, а шлюбна церемонія пройшла в грудні.
Едмунда Вудстока в березні 1330 року страчено за наказом Роджера Мортімера, графа Марча, фактичного правителя Англії в цей час. Всі його володіння та титули конфісковано, а Маргарет, яка тоді була вагітною останньою дитиною, з дітьми ув'язнено в замку Солсбері. Однак того ж року юному королеві Едуарду III вдалося змістити і стратити Мортімера, після чого вирок щодо графа Кента скасовано, а володіння і титул графа повернуто Едмунду Молодшому, старшому із синів Маргарет і Едмунда, якому тоді було близько 4 років.
Усього в другому шлюбі у Маргарет народилося четверо синів і 2 дочки, з яких дитинство пережили син Джон і дочка Джоанна.
Післясмерті 31 травня 1349 року бездітного Томаса Вейка, старшого брата Маргарет, успадкувала всі його володіння та титул баронеси Вейк із Ліддела. Але вже 29 вересня сама померла від епідемії «чорної смерті», яка лютувала в Англії.
Володіння і титул Маргарет успадкував спочатку її єдиний вижилий син Джон, 3-й граф Кент, а після його бездітної смерті — дочка Джоанна.

## Родина
1 Чоловік (з бл.1312) —  Джон IV Комін з Баденоха (убитий 23 червня 1314 р.).
Діти:
- Адомар Комін (1314/1315 — 1316)[6].

2 Чоловік (з 1325) — Едмунд Вудсток (1301—1330), 1-й граф Кент від 1321 року.
Діти:
- Едмунд (бл. 1326 —1331) — 2-й барон Вудсток від 1330, 2-й граф Кент від 7 грудня 1330[10].
- Роберт (бл. 1327 — у дитинстві)[10].
- Маргарет (1327 — до 1352) —чоловік: Арно Аманьє д'Альбре[10].
- Джоанна Прекрасна Діва Кента (1328—1385) — 4-та графиня Кент і 5-та баронеса Вейк із Лідделла від 1352 року[10].
- Томас (бл. 1329 — в дитинстві)[10].
- Джон (1330—1352) — 3-й граф Кент і 3-й барон Вудсток від 1331, 4-й барон Вейк із Лідделла від 1349[10].